# Преображение Господне (Метеора)
„Преображение Господне/Христово“ (на гръцки: Μονή Μεταμόρφωσης του Σωτήρος), известен и като Големия или Великия Метеор (на гръцки: Μεγάλο Μετέωρο) е най-големият от шестте действащи православни манастири на Метеора, Гърция. Разположен е върху най-високата (613 m н.в.) и най-голяма по площ метеорска отвесна скала (6 ha), северозападно от Варлаамския манастир и северно от „Свети Николай Анапавсас“. От страната на изкачване височината е 215 m и 115 стъпала водят до входа на манастира. До 1923 година изкачването се е извършвало с помощта на въжени стълби или мрежа, изтегляна с макара от върха.

## История
Манастирът е основан около 1340 година от свети Атанасий Метеорски и преподобни Йоасаф Метеорски, които събират множество последователи и построяват първия храм и монашески сгради.
В средата на XVI век манастирът става независим благодарение на патриарх Йеремия I Константинополски. През този период започва нов разцвет, свързан с управлението на игумен Симеон, който разширява манастирския католикон и построява множество други манастирски постройки. В продължение на 600-годишното си съществуване Големият метеор е подлаган на множество нападения и грабежи, а през 1633 г. манастирът е почти напълно унищожен от пожар.
Когато през XV–XVI век монашеската република в Метеора се разраства, неин глава става игуменът на Големия Метеор, а манастирът става главна монашеска обител и до днес има първенствуващо значение сред метеорските манастири.

## Католикон
Централният храм (католикон) на манастира е посветен на Преображение Господне. Понастоящем е с дължина 42 m и височина 24 m. Изграден е във формата на кръст със сложен дванадесетостранен купол, висок 24 m. Католиконът се състои от неф, олтар, нартекс и външен нартекс. Олтарната част, която първоначално е била целият храм, също е кръстокуполен храм, изгубил притвора си при разширението на църквата. Първоначалната църква е издигната през 1382 година от основателя на манастира Свети Атанасий Метеорски и довършена през 1388 година от Йоасаф Метеорски.
Първият храм е зографисан през ноември 1483 година. Стенописите са дело на водещото ателие на Костурската художествена школа от този период, към чиито произведения се включват стенописите в „Свети Николай Евпраксиин“ в Костур (1485/1486), част от живописта в католикона „Успение Богородично“ на манастира Трескавец (1483/1484) и в „Свети Никита“ при скопското село Чучер (1483/1484), както и фрагментите в църквата „Св. св. Петър и Павел“ в Либаново (1485) и тези от разрушената църква „Свети Спиридон“ в Костур (края на XV век).
Впоследствие църквата се преустройва и разширява през 1552 година по времето на игумена Симеон. Владишкият трон е дървен, с флорална декорация и е изработен през 1617 година. Позлатеният дърворезбован иконостас на католикона с изящни зооморфни и флорални мотиви, е изработен през 1791 година по времето на игумена Партений.
Нартексът е деветкуполен и се поддържа от четири колони. В дъното му се намират мощите на основателите на манастира. Външният нартекс е широк с по малко стенописи и вградени керамични чинии в стените. Запазен е надпис за последното голямо разширение на храма през 1544-5 година. Сега целият храм е изографисан и макар че мненията на специалистите не съвпадат напълно, преобладава мнението че стенописите в централния храм от 1552 г. са дело на прочутия зограф Теофан Критски.

## Други манастирски сгради
Освен католикона, на територията на манастира има още три по-малки църкви: „Свети Йоан Кръстител“, построена през ХVІ век с дърворезбен иконостас и стенописи; „Св. св. Константин и Елена“, построена през 1789 година, и „Свети Атанасий“, която се намира до входа на манастира.
В манастира е запазена монашеската трапезария – дълга 35 m и широка 12 m, построена през 1557 година по време на игумена Симеон, която понастоящем е превърната в музей. Зад трапезарията се намира манастирската болница.

## Галерия
- Цар Давид
- цар Соломон
- Благовещение
- Молитва в Гетсиманската градина